# Dětřichov (Pardubice)
Dětřichov é uma comuna checa localizada na região de Pardubice, distrito de Svitavy.